# Гней Помпей Магн (зет на Клавдий)
Вижте пояснителната страница за други личности с името Помпей Магн.
Гней Помпей Магн (на латински: Gnaeius Pompeius Magnus; * 23; † 47) е римски благородник, живял през 1 век, зет на император Клавдий.

## Биография
Произлиза от фамилията Помпеи. Син е на Марк Лициний Крас Фруги (консул 27 г.) и Скрибония, дъщеря на Луций Скрибоний Либон (консул 16 г.) и Корнелия Помпея (внучка на Помпей Велики и Муция Терция). Внук е по бащина линия на Марк Лициний Крас Фруги (консул 14 пр.н.е.). Правнук е по майчина линия на Помпей Велики. Брат е на Марк Лициний Крас Фруги (консул 64 г.), Марк Лициний Крас Скрибониан и Луций Калпурний Пизон Фруги Лициниан, който е осиновен от император Галба.
През 42 г. той е градски префект (praefectus urbi) и се занимава с организирането на Латинските тържества. Става понтификат. През 43 г. е квестор и участва с баща си в британския поход. През 43 г. се жени за принцеса Клавдия Антония, дъщеря и единствено дете на римския император Клавдий и третата му съпруга Елия Петина.
През 47 г. Валерия Месалина го обвинява в заговор и той е убит. Същата година Клавдия Антония се омъжва за Фауст Корнелий Сула Феликс (половин брат на Валерия Месалина и консул 52 г.).
На запазената му надгробна плоча от гробницата Licinii Calpurnii на Виа Салария пише:
| „ | Cn Pomp Crassi f Men Magnus pontif quaest Ti Claudi Caesaris Aug Germanici soceri sui | “ |